# Torneo di Wimbledon 1947
Il Torneo di Wimbledon 1947 è stata la 61ª edizione del Torneo di Wimbledon e terza prova stagionale dello Slam per il 1947.
Si è giocato sui campi in erba dell'All England Lawn Tennis and Croquet Club di Wimbledon a Londra in Gran Bretagna. 

## Campioni

### Senior

#### Singolare maschile
Jack Kramer ha battuto in finale  Tom Brown col punteggio di 6–1, 6–3, 6–2.

#### Singolare femminile
Margaret Osborne duPont ha battuto in finale  Doris Hart col punteggio di 6–2, 6–4.

#### Doppio maschile
Bob Falkenburg /  Jack Kramer hanno battuto in finale  Tony Mottram /  Bill Sidwell col punteggio di 8–6, 6–3, 6–3.

#### Doppio femminile
Doris Hart /   Patricia Todd hanno battuto in finale  Louise Brough /  Margaret Osborne duPont col punteggio di 3–6, 6–4, 7–5.

#### Doppio misto
Louise Brough /  John Bromwich hanno battuto in finale  Nancye Wynne Bolton /  Colin Long col punteggio di 1–6, 6–4, 6–2.

### Junior

#### Singolare ragazzi
Kurt Nielsen ha sconfitto  Sven Davidson per 8–6, 6–1, 9–7.

#### Singolare ragazze
Geneviève Domken ha sconfitto  Birgit Wallén per 6–1, 6–4.